# Ranulfo Cortés
Ranulfo Cortés és un exfutbolista mexicà.

## Selecció de Mèxic
Va formar part de l'equip mexicà a la Copa del Món de 1954.